# سوء استغلال الوظيفة
يُعد سوء استغلال الوظيفة جريمةً، تنحصر عادةً في السرقة أو النهب، أوالاختلاس، يرتكبها الشخص الذي يكون في موضع ثقة والمُخوَّل له دخول الموقع أو تنفيذ الإجراء تحت إشراف ضئيل أو دون إشراف على الإطلاق، كأن يكون موظفًا رئيسيًا أو مديرًا. ويمكن أن يكون مرتكب الجريمة أيضًا موظفًا سابقًا لا يزال يمتلك معرفةً متخصصةً ضروريةً لتسهيل الجريمة.